# Morris Doob
Morris A. Doob (ur. 22 marca 1907 w Cincinnati, zm. 26 marca 1966 w hrabstwie Cook) – amerykański strzelec, olimpijczyk.
Doob wystąpił na Letnich Igrzyskach Olimpijskich 1936 w jednej konkurencji – pistolecie szybkostrzelnym z 25 m. Uplasował się na 24. miejscu. Był wtedy mieszkańcem Nowego Jorku i członkiem klubu Manhattan Rifle & Revolver Association.

## Wyniki

### Igrzyska olimpijskie
| Igrzyska    | Konkurencja                   | Wynik     | Miejsce | Źródło |
| ----------- | ----------------------------- | --------- | ------- | ------ |
| Berlin 1936 | Pistolet szybkostrzelny, 25 m | 18–4 pkt. | 24      | [ 1 ]  |